# Olympische Sommerspiele 1984/Teilnehmer (Venezuela)
| Gelbes Symbol für Goldmedaillen mit stilisierten Olympischen Ringen | Graues Symbol für Silbermedaillen mit stilisierten Olympischen Ringen | Braundes Symbol für Bronzemedaillen mit stilisierten Olympischen Ringen |
| ------------------------------------------------------------------- | --------------------------------------------------------------------- | ----------------------------------------------------------------------- |
| —                                                                   | —                                                                     | 3                                                                       |

Venezuela nahm an den Olympischen Sommerspielen 1984 in Los Angeles, USA, mit einer Delegation von 26 Sportlern (25 Männer und eine Frau) teil.

## Medaillengewinner

### Bronze
| Name(n)                | Sportart  | Wettkampf               |
| ---------------------- | --------- | ----------------------- |
| José Marcelino Bolívar | Boxen     | Halbfliegengewicht      |
| Omar Catarí            | Boxen     | Federgewicht            |
| Rafael Vidal           | Schwimmen | 200 Meter Schmetterling |

## Teilnehmer nach Sportarten

### Boxen
- José Marcelino Bolívar
Halbfliegengewicht: Bronze

- Manuel Vilchez
Bantamgewicht: 33. Platz

- Omar Catarí
Federgewicht: Bronze

### Fechten
- José Rafael Magallanes
Florett, Einzel: 24. Platz
Degen, Einzel: 39. Platz

- Ildemaro Sánchez
Säbel, Einzel: 24. Platz

### Judo
- Luis Sequera
Halbleichtgewicht: 20. Platz

### Leichtathletik
- William Wuycke
800 Meter: Vorläufe

- Oswaldo Zea
400 Meter Hürden: Vorläufe

- Douglas Fernández
Zehnkampf: 18. Platz

### Radsport
- Enrique Campos
Straßenrennen, Einzel: 16. Platz

- Fernando Correa
Straßenrennen, Einzel: 51. Platz

### Schießen
- Hector de Lima Carrilla
Freie Scheibenpistole: 7. Platz

- Edgar Espinoza
Freie Scheibenpistole: 40. Platz

- Diego Arcay
Trap: 26. Platz

- Leonel Martínez
Trap: 41. Platz

- Julio Jesús de las Casas
Skeet: 41. Platz

### Schwimmen
- Alberto Mestre Sosa
100 Meter Freistil: 6. Platz
200 Meter Freistil: 5. Platz
4 × 100 Meter Freistil: 12. Platz
4 × 200 Meter Freistil: 10. Platz
4 × 100 Meter Lagen: 13. Platz

- Jean-Marie François
200 Meter Freistil: 29. Platz
400 Meter Freistil: 24. Platz
4 × 100 Meter Freistil: 12. Platz
4 × 200 Meter Freistil: 10. Platz

- Alberto José Umaña
4 × 100 Meter Freistil: 12. Platz
4 × 200 Meter Freistil: 10. Platz
200 Meter Schmetterling: 24. Platz

- Rafael Vidal
4 × 100 Meter Freistil: 12. Platz
4 × 200 Meter Freistil: 10. Platz
100 Meter Schmetterling: 4. Platz
200 Meter Schmetterling: Bronze 
4 × 100 Meter Lagen: 13. Platz

- Giovanni Frigo
100 Meter Rücken: 25. Platz
200 Meter Rücken: 21. Platz
4 × 100 Meter Lagen: 13. Platz

- Jorge Henão
100 Meter Brust: 40. Platz
200 Meter Brust: 31. Platz
4 × 100 Meter Lagen: 13. Platz

### Segeln
- Christian Flebbe
Star: 15. Platz

- John Drew
Star: 15. Platz

### Synchronschwimmen
- Ana Amicarella
Einzel: 9. Platz

### Wasserspringen
- Carlos Isturiz
Kunstspringen: 21. Platz in der Qualifikation